# تسابنشتدت
تسابنشتدت (به آلمانی: Zabenstedt) یک منطقهٔ مسکونی در آلمان است که در گرب‌اشتت واقع شده‌است. تسابنشتدت ۲۲۲ نفر جمعیت دارد.